# Intoxicación por amoníaco

Representación esquemática del flujo de nitrógeno a través de un acuario común.

La intoxicación por amoníaco es una enfermedad común de los peces en los acuarios nuevos, especialmente cuando se almacena inmediatamente a plena capacidad. Idealmente, el nivel de amoníaco (NH3) y compuestos de amonio (es decir, aquellos que contienen NH4+) debería ser cero. Aunque las cantidades traza son generalmente inofensivas, aún pueden causar problemas con el tiempo. Comprender el ciclo del nitrógeno es esencial para mantener cualquier vida acuática. La cantidad de amoníaco presente suele ir acompañada de un aumento del pH. Como el amoníaco es una base, se estabiliza con agua ácida. Puede causar daños a las branquias a un nivel tan pequeño como 0.25 mg/L. 

## Diagnóstico
Una historia del tanque: los cambios de filtro, cortes de energía, alimentación excesiva o la adición de agentes microbicidas o antibióticos al acuario pueden ayudar en el diagnóstico. Una prueba de amoníaco es la forma más segura de diagnosticar la intoxicación por amoníaco. 
Los síntomas incluyen: 
1. Branquias moradas, rojas o sangrantes
2. Los peces pueden apretarse, pueden aparecer de color más oscuro
3. Rayas rojas en las aletas o el cuerpo
4. Los peces pueden quedarse sin aire en la superficie del agua del tanque
5. Aletas rotas y dentadas
6. Los peces pueden parecer débiles y sentar en el fondo del tanque

## Prevención

El ciclo del nitrógeno en un acuario.

La intoxicación por amoníaco es actualmente imposible de curar, sin embargo, puede prevenirse fácilmente en primer lugar ciclando el tanque (ver más abajo). Los tratamientos incluyen la reducción inmediata del nivel de amoníaco a través de muchos pequeños cambios de agua. Alternativamente, se puede usar un desintoxicante de amoníaco (trate de no hacerlo a menos que sea absolutamente necesario), aunque estos productos químicos se usan mejor solo en emergencias, y no proporcionan un sustituto para el ciclo adecuado del tanque. Una vez que se elimina el amoníaco, el pez puede recuperarse si el daño no es demasiado extenso. Puede ser deseable aumentar la aireación, ya que las branquias de los peces a menudo son dañadas por el amoníaco. Esto puede aumentar ligeramente la probabilidad de supervivencia. Además, se deben eliminar todas las demás fuentes de estrés y se debe abordar la causa del amoníaco. 

## Prevención (ciclo del tanque)
El ciclo del tanque es un proceso durante el cual las bacterias reductoras de amoníaco se acumulan lo suficiente como para manejar la carga del tanque. Este proceso puede tomar de dos a cuatro semanas. 